# Президентские выборы в Туркменистане (2007)
Выборы президента Туркменистана были назначены на 11 февраля 2007 года в связи с кончиной пожизненного президента Туркменистана С. А. Ниязова, избранного в 1992 году президентом Туркменистана. Выборы прошли 11 февраля 2007 года.
По оценкам политологов, социологических служб и средств массовой информации, наибольшими шансами на победу обладал Г. М. Бердымухамедов, назначенный в 2006 году Председателем Кабинета министров Туркменистана и исполнявший обязанности Президента.

## Зарегистрированные кандидаты на должность Президента
Шесть кандидатов были зарегистрированы Центральной избирательной комиссией Туркменистана:
1. Атаджиков, Аманнияз
2. Бердымухамедов, Гурбангулы Мяликгулыевич
3. Гурбанов, Мухаммедназар Сейитназарович
4. Караджаев, Оразмурат
5. Нурыев, Ишанкули
6. Поманов, Аширнияз Аманмамедович

### Не прошедшие регистрацию
О своём намерении бороться за власть заявил Нурмухаммед Ханамов. В случае прихода к власти он пообещал переплавить золотые памятники Ниязову, распустить все институты власти и провести всеобщий референдум о принятии новой конституции. 26 декабря 2006 года на собрании представителей туркменской оппозиции в Киеве Худайберды Оразов избран единым кандидатом от оппозиции на пост президента Туркменистана. В число зарегистрированных кандидатов ни Ханамов, ни Оразов так и не попали.

## Оценки выборов
Миссия наблюдателей ОБСЕ сочла, что «Всё было решено заранее, и это голосование представляло собой не более, чем видимость».